# کلمنته روخاس
کلمنته روخاس (اسپانیایی: Clemente Rojas‎؛ زادهٔ ۱ سپتامبر ۱۹۵۲) بوکسور اهل کلمبیا بود.